# NWEP (етиленопровід)
NWEP (North West Ethylene Pipeline) — етиленопровід у Великій Британії, споруджений для транспортування етилену з шотландських піролізних майданчиків до району Манчестера.
З 1985 року компанія Shell організувала подачу етилену з свого нового піролізного майданчику в шотландському Моссморані в район Манчестера, де його потребували нафтохімічний майданчик у Каррінгтоні та завод альфа-олефінів у Стенлоу. Для цього використали вже існуючі етиленопроводи Гренджмут — Вілтон (до якого під'єднались за допомогою доволі короткої перемички, що пройшла під затокою Ферт-оф-Форт) та Trans-Pennine. Втім, запланований обсяг споживання етилену на майданчиках Shell — понад 600 тисяч тонн на рік — не міг бути покритий лише за допомогою Trans-Pennine, через який також потрібно було подавати 200 тисяч тонн на заводи його власника компанії ICI. Як наслідок, у 1992 році ввели в дію новий етиленопровід NWEP, котрий прямував напряму від Гренджмута до Стенлоу.
Довжина NWEP, виконаного в діаметрі 250 мм, становить 412 км. Він розрахований на робочий тиск біля 9 МПа.